# Zendee Rose Tenerefe
Zendee Rose Tenerefe (Zendee Rose Japitana Tenerefe nasceu em 21 de Junho de 1991) é uma cantora filipina, que ficou conhecida depois de um vídeo dela cantando uma versão karaokê de "I Will Always Love You" da Whitney Houston pelo YouTube. Conhecida no YouTube como a 'garota do acaso do SM Megamall' ela ganhou muitos acessos e passou a assinar com a gravadora, Warner Music Filipinas. Antes da descoberta dela, ela já tinha participado de inúmeras competições de canto nas Filipinas.

## Vida pessoal
Tenerefe morou na cidade de General Santos até ela se mudar para Manila para uma audição do programa da ABS-CBN de busca de talentos, X Factor Philippines. Ela não conseguiu ir longe na versão filipina do "X Factor" mas ainda fez esforços para continuar a cantar. Tenerefe também foi ganhadora do Festival Tuna e foi a Gensan Pop Idol em 2011 nesta competição anual.

## Descoberta e vídeo viral
Em 28 de julho de 2012 um vídeo chamado "Random Girl" foi postado no site de vídeos, YouTube. O vídeo mostrava Tenerefe performando em um karaokê no shopping SM Megamall nas Filipinas. O canto dela trouxe a atenção dos espectadores em volta do mundo e imediatamente se tornou um vídeo viral. O vídeo original teve mais de dois milhões de visualizações em três meses. O vídeo foi mencionado pela televisão filipina GMA Network, no programa de variedades, Kapuso Mo, Jessica Soho, olhou para ela e quando ela foi encontrada, eles a mostraram em um de seus episódios. Ela admitiu posteriormente que ela cantou em público para tentar ganhar a atenção da pessoas.
Outro vídeo dela cantando no mesmo evento foi postado no YouTube onde ela canta "And I Am Telling You" do musical Dreamgirls.

## Carreira musical
Depois de Tenerefe foi identificada ela começou a ser convidada para programas de televisão. Muita da exposição "global" dela aconteceu por causa da aparição dela no programa The Ellen DeGeneres Show depois de ser convidada pela própria Ellen DeGeneres. Tenerefe é o quinto artista filipino da música que foi convidado e que posteriormente tornaram-se estrelas globais, que são Charice, Ramiele Malubay, Rhap Salazar e o líder da banda Journey, Arnel Pineda. Ela também encontrou o cantor Jason Mraz e abriu um dos concertos dele.

## Álbum
Zendee estreou com o álbum de estréia dela, "I Believe" em 2013. Contém dez canções e uma versão acústica da canção dela, "Runaway". O álbum apresenta composições originais dela e algumas influências pop descobertas por ela. Ela tinha dito, "É importante ter canções originais, a fim de deixar sua marca na indústria da música". O primeiro single dela lançado foi "Runaway". Finalmente em 2015, Zendee cantou a música tema de composição própria, Habang Kayakap Ka, para a trilha sonora da série de televisão filipina, Stairway to Heaven no álbum dela "Z".